# Ser du Daniel, som faller neder
Ser du Daniel, som faller neder, också kallad Är ditt fönster öppet mot Jerusalem, skrevs av den amerikanske sångaren och kompositören Philip Paul Bliss i original Do you see the Hebrew captive kneeling och publicerades 1877 i Sankeys Sacred Songs. Den svenska översättningen gjordes av Johan Erik Nyström och trycktes 1878 i sjätte häftet av Sånger till Lammets lof.

## Publicerad i
- Sånger till Lammets lof, häfte 6/1878
- Svenska Missionsförbundets sångbok 1920, som nr 48 under rubriken C. Guds faderliga vård.